# Praktiskt tal
Inom talteorin är ett praktiskt tal ett positivt heltal n sådant att varje mindre positivt heltal kan skrivas som summan av skilda delare av n.
De första praktiska talen är:
1, 2, 4, 6, 8, 12, 16, 18, 20, 24, 28, 30, 32, 36, 40, 42, 48, 54, 56, 60, 64, 66, 72, 78, 80, 84, 88, 90, 96, 100, 104, 108, 112, 120, 126, 128, 132, 140, 144, 150, 156, 160, 162, 168, 176, 180, 192, 196, 198, 200, 204, 208, 210, 216, 220, 224, 228, 234, 240, 252, … (talföljd A005153 i OEIS)

## Exempel
Talet 12 har delarna 1, 2, 3, 4, 6 och 12 och är ett praktiskt tal eftersom samtliga av talen 1 till 11 kan bildas som summor av dessa delare.
De tal som inte är delare till talet 12 kan bildas på följande sätt:
5 = 1 + 4
7 = 3 + 4
8 = 2 + 6
9 = 3 + 6
10 = 4 + 6
11 = 1 + 4 + 6